# Christo Markov
Christo Gančev Markov (bulharsky Христо Ганчев Марков) (* 27. ledna 1965, Dimitrovgrad) je bývalý bulharský atlet, jehož specializací byl trojskok.

## Kariéra
V roce 1983 se stal v rakouském Schwechatu juniorským mistrem Evropy. Mezi lety 1985 – 1988 postupně získal všechny tituly z velkých atletických šampionátů. V roce 1985 získal zlatou medaili na světových halových hrách (předchůdce halového MS) v Paříži a zlato na halovém ME v Pireu. O rok později se stal ve Stuttgartu mistrem Evropy. Zlatou medaili získal i na druhém mistrovství světa v atletice v Římě 1987. Sbírku titulů dovršil v roce 1988, kdy se stal olympijským vítězem na letních hrách v Soulu. V též roce skončil na halovém ME v Budapešti na čtvrtém místě. V roce 1990 získal za výkon 17,43 m stříbrnou medaili na evropském šampionátu ve Splitu, když dál skočil jen sovětský trojskokan Leonid Vološin (17,74 m). Na mistrovství světa v Tokiu 1991 a na letní olympiádě v Barceloně 1992 neprošel sítem kvalifikace.

## Osobní rekordy
Jeho osobní rekord pod otevřeným nebem ho řadí na čtvrté místo v historických tabulkách. Dál skočili v celé historii jen Američané Willie Banks a Kenny Harrison a držitel světového rekordu Brit Jonathan Edwards.
- trojskok (hala) – (17,45 m – 6. února 1988, Pireus) [3]
- trojskok (venku) – (17,92 m – 31. srpna 1987, Řím)